# Ultimate Spinach
Ultimate Spinach est un groupe américain de rock psychédélique, originaire de Boston, Massachusetts en 1967. Durant son existence, le groupe sortit trois albums dont le premier d'entre eux est leur plus gros succès, et est plus tard considéré comme un classique de l'acid rock.

## Historique

### Début et succès
Ultimate Spinach est formé en 1967 par des ex-membres d'un groupe appelé Underground Cinema. Il est alors composé de Ian Bruce-Douglas, frontman et multi-instrumentiste, Barbara Hudson au chant, Keith Lahtenein à la batterie, Geoff Winthrop à la guitare rythmique et Richard Nese à la basse. Le groupe est produit par Alan Lorber, ce dernier étant à l'origine du Bosstown Sound, coup de publicité en réaction au San Francisco Sound, ayant pour but de promouvoir les groupes locaux et de faire de Boston un nouvel épicentre du rock psychédélique, notamment avec des groupes comme Beacon Street Union et Orpheus.
Douglas, leader du groupe, assure à la fois la composition des deux premiers albums du groupe, chante sur la plupart des morceaux et maîtrise plusieurs instruments (guitare, claviers, harmonica). Le premier album du groupe, éponyme, sort le 6 janvier 1968. Cet album, caractérisé par un goût pour l'expérimentation et l'utilisation d'effets audio tels que le fuzz, le delay, le trémolo ou la wah-wah, a un succès relatif, puisqu'il atteint la 34e place au Billboard 200. Le groupe, ayant gagné en popularité, fait des tournées avec certains des grands groupes psychédéliques de l'époque tels que Big Brother and the Holding Company et The Youngbloods. En 2008, le premier album du groupe est classé 36e de la liste des « 42 meilleurs albums de psyché » établi par le magazine Classic Rock.

### Suite et fin
Plus tard en 1968, le groupe publie un deuxième album, Behold and See, encore une fois conçu par le groupe en tant que quintette. Avant l'enregistrement, Jeff Baxter remplace Winthrop, et DiDonato est remplacé par Caryl Lee Britt. L'album n'atteint que la 168e place des charts. L'album manque également de morceaux aux claviers, instruments qui caractérisaient leur premier album. La tentative d'imiter le son west coast, déjà considéré comme innovateur, n'attire désormais plus.
Dans les années 1990, le label britannique Big Beat Records réédite leur trois albums au Royaume-Uni. Après des années de bootlegging, une performance live du groupe en 1967 au Unicorn est publiée en 2014 en Europe, sous le titre Live at the Unicorn, July 1967.

## Discographie

### Albums studio
- 1968 : Ultimate Spinach (MGM Records)
- 1968 : Behold And See (MGM Records)
- 1969 : Ultimate Spinach III (MGM Records)

### Albums live
- 2014 : Live at the Unicorn, July 1967 (Keyhole)

### Singles
- 1968 : Ego Trip / Your Head Is Reeling (MGM Records)
- 1969 : (Just Like) Romeo and Juliet (MGM Records)